# Compania Națională de Căi Ferate
Die Compania Națională de Căi Ferate S.A. (CFR) ist der Infrastrukturbetreiber in Rumänien, der die öffentliche Eisenbahninfrastruktur und eine Reihe privater Infrastrukturkomponenten verwaltet und instand hält. Das Unternehmen hat seinen Sitz in Bukarest.
CFR bietet Eisenbahnverkehrsunternehmen zu wettbewerbsfähigen Kosten Zugang zur Infrastruktur, damit diese darauf Passagiere und Güter transportieren können.
Das Streckennetz der CFR umfasst 10.628 Kilometer, davon sind 2.917 Kilometer zweigleisig ausgebaut. Außer wenigen Bahnstrecken an den Grenzen zu Moldawien und der Ukraine mit einer Spurweite von 1.520 mm (russische Breitspur) besitzen alle Bahnstrecken eine Spurweite von 1435 mm (Normalspur).
Die CFR betreiben laut letzter Erklärung über das Streckennetz 904 Bahnhöfe.
Nach dem Überfall Russlands auf die Ukraine am 24. Februar 2022 haben die CFR, einerseits um Flüchtlingen den Weg nach Rumänien zu erleichtern, andererseits Hilfsgüter einfacher in die Ukraine transportieren zu können, die normalspurige, grenzüberschreitende Bahnstrecke Crasna–Fălciu (Rumänien)–Prut (Republik Moldau) wieder für den Verkehr ertüchtigt und Mitte März 2022 in Betrieb genommen.